# 森特克里克鎮區 (明尼蘇達州馬丁縣)
森特克里克鎮區（英語：Center Creek Township）是位於美國明尼蘇達州馬丁縣的一個行政鎮區。

## 地方資料
森特克里克鎮區的面積為91.96平方千米，當中陸地面積為91.89平方千米，而水域面積為0.07平方千米。根據2020年美國人口普查的數據，當地共有人口217人，而人口密度為每平方千米2.36人。